# Vieux-Vy-sur-Couesnon
Pour les articles homonymes, voir Couesnon (homonymie).
Vieux-Vy-sur-Couesnon est une commune française située dans le département d'Ille-et-Vilaine, en région Bretagne, peuplée de 1 280 habitants.

## Géographie
Vieux-Vy-sur-Couesnon est un village de l'Ouest de la France, situé dans les marches de Bretagne en pays de Fougères, sur le Couesnon.
Son bourg est situé à 33 km au nord-est de Rennes et à 35 km au sud du Mont-Saint-Michel.

### Communes limitrophes
|                  | Romazy                | Chauvigné                                          |
| Sens-de-Bretagne | Vieux-Vy-sur-Couesnon | Saint-Christophe-de-Valains, Saint-Ouen-des-Alleux |
|                  | Gahard                | Romillé                                            |

### Géologie
La commune est géologiquement située dans le domaine nord-armoricain (Cadomienne) et cette position a conduit à désigner le synclinal local par son nom : synclinal de Vieux-Vy-sur-Couesnon.

### Hydrographie
Pour un article plus général, voir Réseau hydrographique d'Ille-et-Vilaine.
La commune est située dans le bassin Loire-Bretagne. Elle est drainée par le Couesnon, la Minette, l'Aleron, le ruisseau de Ritort, les Vallées d'Hervé, le ruisseau de la Boulais, le ruisseau de l'Étang de vassot et les Vallées Ribault,,.
Le Couesnon, d'une longueur de 97 km, prend sa source dans la commune de Saint-Pierre-des-Landes et se jette  dans la Manche au niveau du Mont-Saint-Michel, après avoir traversé 25 communes.

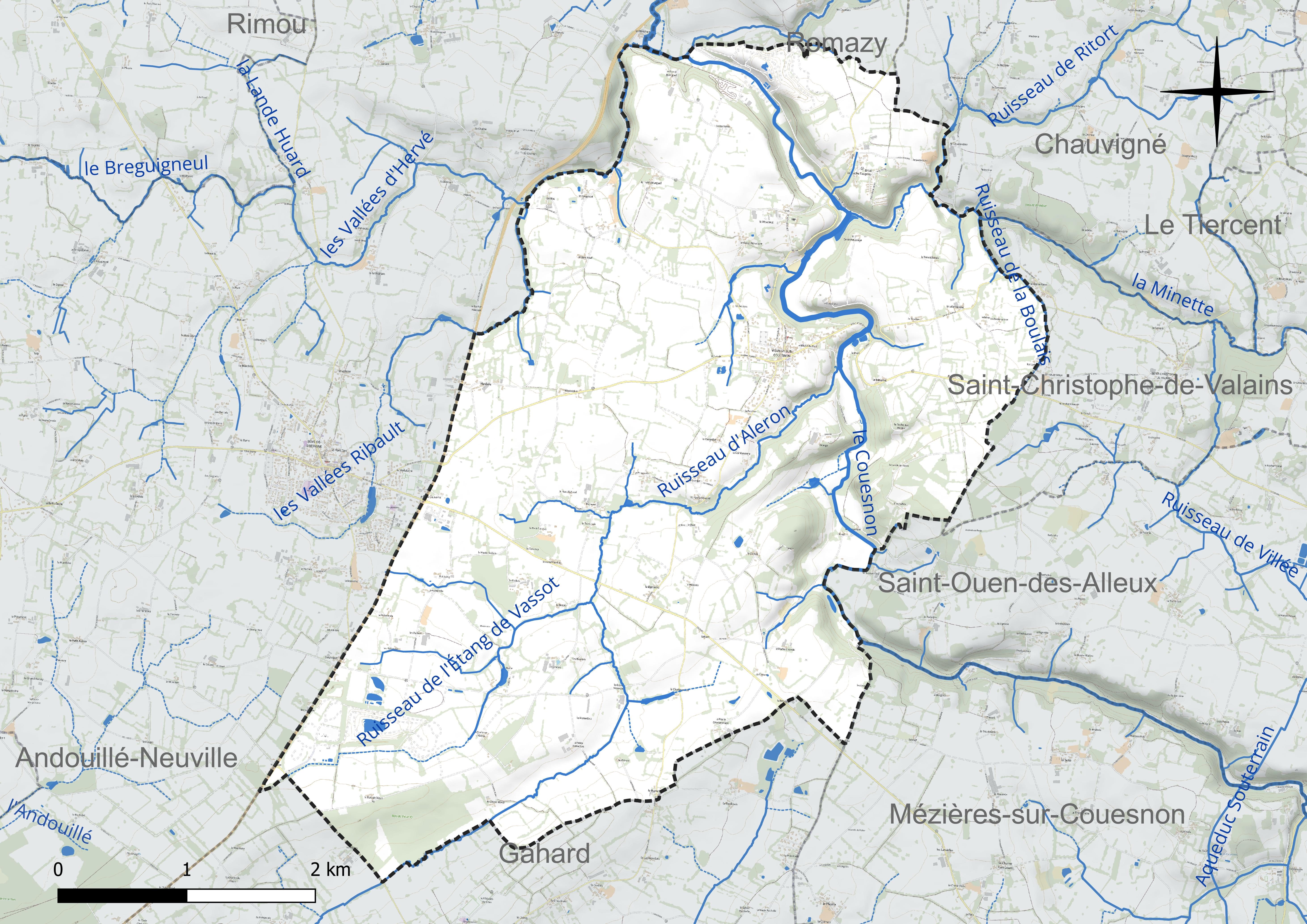
Réseau hydrographique de Vieux-Vy-sur-Couesnon.

La Minette, d'une longueur de 25 km, prend sa source dans la commune de Romagné et se jette  dans le Couesnon sur la commune, après avoir traversé onze communes.

### Climat
Pour des articles plus généraux, voir Climat de la Bretagne et Climat d'Ille-et-Vilaine.
En 2010, le climat de la commune est de type climat océanique franc, selon une étude du CNRS s'appuyant sur une série de données couvrant la période 1971-2000. En 2020, Météo-France publie une typologie des climats de la France métropolitaine dans laquelle la commune est exposée à un climat océanique et est dans la région climatique Bretagne orientale et méridionale, Pays nantais, Vendée, caractérisée par une faible pluviométrie en été et une bonne insolation. Parallèlement l'observatoire de l'environnement en Bretagne publie en 2020 un zonage climatique de la région Bretagne, s'appuyant sur des données de Météo-France de 2009. La commune est, selon ce zonage, dans la zone « Intérieur Est », avec des hivers frais, des étés chauds et des pluies modérées.
Pour la période 1971-2000, la température annuelle moyenne est de 11,4 °C, avec une amplitude thermique annuelle de 12,4 °C. Le cumul annuel moyen de précipitations est de 820 mm, avec 12,6 jours de précipitations en janvier et 7,4 jours en juillet. Pour la période 1991-2020, la température moyenne annuelle observée sur la station météorologique la plus proche, située sur la commune de Feins à 11 km à vol d'oiseau, est de 11,9 °C et le cumul annuel moyen de précipitations est de 816,2 mm,. Pour l'avenir, les paramètres climatiques de la commune estimés pour 2050 selon différents scénarios d'émission de gaz à effet de serre sont consultables sur un site dédié publié par Météo-France en novembre 2022.

## Urbanisme

### Typologie
Au 1er janvier 2024, Vieux-Vy-sur-Couesnon est catégorisée commune rurale à habitat dispersé, selon la nouvelle grille communale de densité à sept niveaux définie par l'Insee en 2022.
Elle est située hors unité urbaine. Par ailleurs la commune fait partie de l'aire d'attraction de Rennes, dont elle est une commune de la couronne,. Cette aire, qui regroupe 183 communes, est catégorisée dans les aires de 700 000 habitants ou plus (hors Paris),.

### Occupation des sols
L'occupation des sols de la commune, telle qu'elle ressort de la base de données européenne d'occupation biophysique des sols Corine Land Cover (CLC), est marquée par l'importance des territoires agricoles (84,4 % en 2018), en diminution par rapport à 1990 (87,3 %). La répartition détaillée en 2018 est la suivante : 
zones agricoles hétérogènes (56,8 %), prairies (15,3 %), terres arables (12,3 %), forêts (10,1 %), mines, décharges et chantiers (3,9 %), zones urbanisées (1,6 %). L'évolution de l'occupation des sols de la commune et de ses infrastructures peut être observée sur les différentes représentations cartographiques du territoire : la carte de Cassini (XVIIIe siècle), la carte d'état-major (1820-1866) et les cartes ou photos aériennes de l'IGN pour la période actuelle (1950 à aujourd'hui).

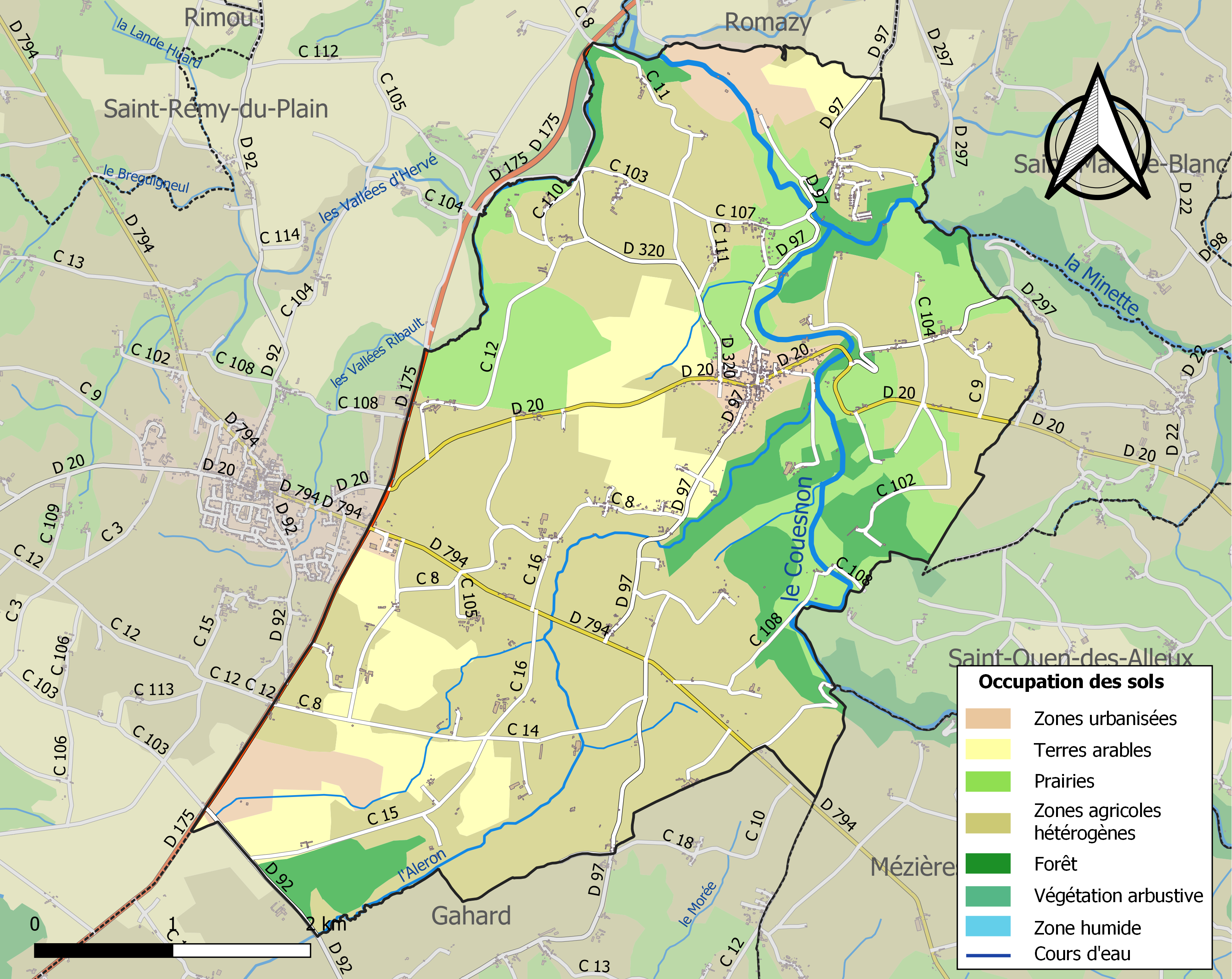
Carte des infrastructures et de l'occupation des sols de la commune en 2018 (CLC).

## Toponymie
Le nom de la localité est attesté sous la forme latine Vetus Victus dès 1063[réf. nécessaire].
En latin classique, vicus est un quartier de ville ou bourgade rurale ; dans la Gaule romaine, un village, une ville de taille moyenne ou de moyenne importance, sans fortifications particulières.
« Vieux-Vy » procède donc du latin Vetus Vicus, signifiant« le vieux village ».

## Histoire
Dès la protohistoire, le territoire présente des traces d'implantations pouvant s'expliquer par sa situation, sur le Couesnon et au passage des gués. Les vestiges d'un retranchement consolidé dans le hameau d'Orange témoignent d'une occupation oraganisée dans le temps et l'espace. Ce site est réinvesti par les Romains qui édifient un camp.
Au Moyen Âge, l'implantation se fait autour de l'église. Mais elle ne se consolide qu'après des ravages causés par les razzias normandes aux IXe et Xe siècles. Les habitants doivent se battre  pour défendre leurs droits et leur identité face à l'abbaye de Gahard dont ils dépendent et obtiennent le statut de « paroisse civile », la première de Bretagne à la suite d'un contrat signé en 1040.
Rattachée par le découpage administratif à l'autorité des seigneurs d'Orange, vassaux des barons de Fougères, la commune dépend de Rennes pour les questions religieuses. Deux villes influencent donc son développement. Vieux-Vy-sur-Couesnon est également tiraillée entre le royaume de France et le duché de Bretagne au XVe siècle lorsque se déroule la bataille de Saint-Aubin-du-Cormier (1488). Du site d'Orange, renforcé pour la circonstance, le duc d'Orléans et ses généraux se sont préparés à l'attaque, forts de leurs 7 000 hommes.
Au XIXe siècle, l'activité économique est en plein essor grâce aux moulins et à la fabrication du papier, ainsi que l'exploitation de la mine de la Touche, à Brais.
Des exilés espagnols sont hébergés dans les bâtiments de l'ancienne mine d'argent au début de la Seconde Guerre mondiale, une famille par pièce, pas d'électricité, dans des conditions déplorables. On y trouvera plus tard un camp de jeunesse rassemblant des enfants menacés.

## Politique et administration

### Liste des maires

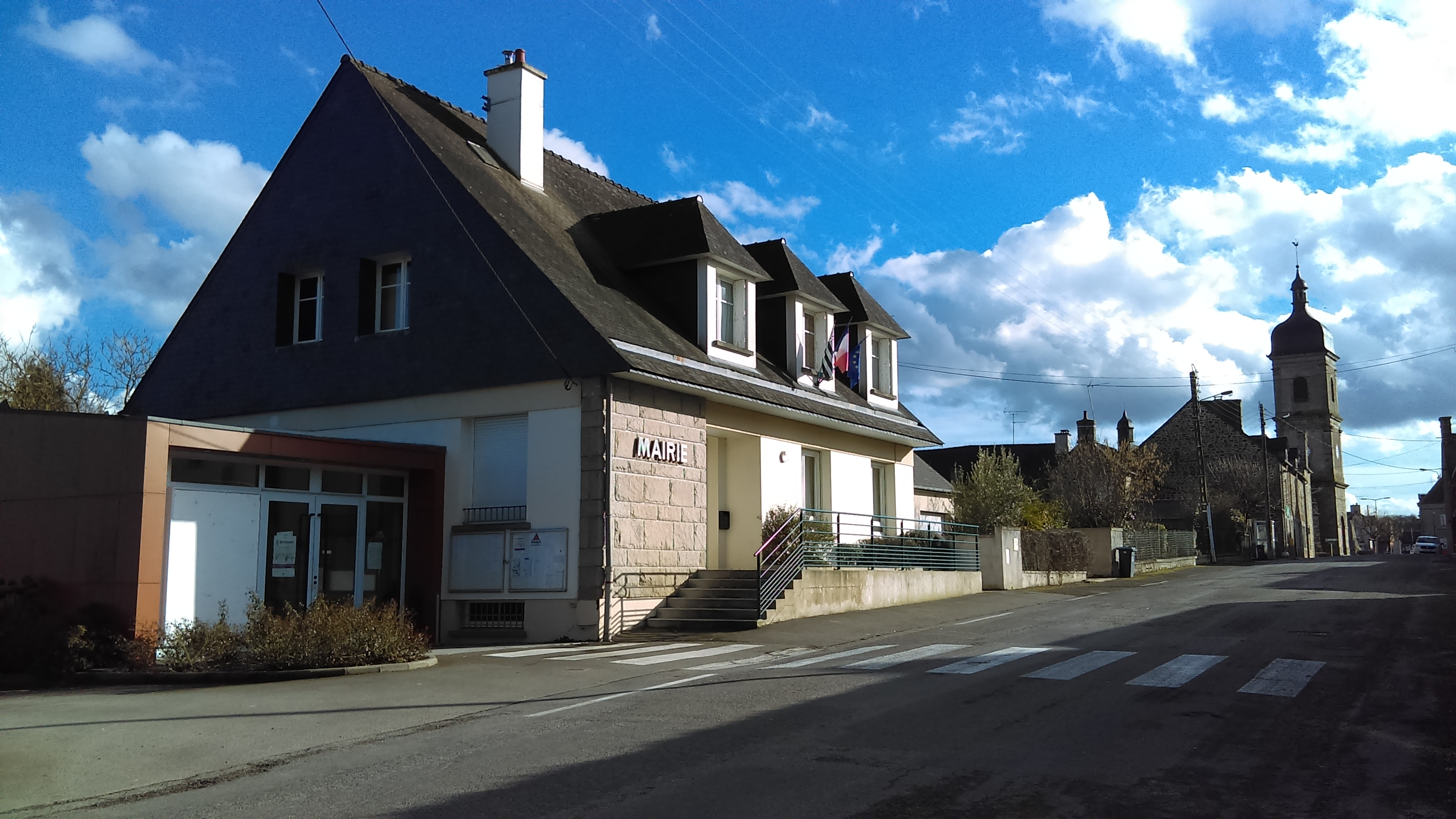
La mairie.

| Période                                  | Période   | Identité        | Étiquette | Qualité                                                                          |
| ---------------------------------------- | --------- | --------------- | --------- | -------------------------------------------------------------------------------- |
| Les données manquantes sont à compléter. |           |                 |           |                                                                                  |
| mars 1983                                | mars 2008 | Yves Maillard   |           | Boucher-charcutier retraité                                                      |
| mars 2008                                | mars 2014 | Joël Hardy      |           | Militaire retraité                                                               |
| 28 mars 2014                             | En cours  | Pascal Dewasmes | SE        | Infirmier libéral, ancien militaire, suppléant du député Horizons Thierry Benoit |

### Jumelages
Avec les dix-huit autres communes de la communauté de communes du Val d'Ille-Aubigné, Vieux-Vy-sur-Couesnon est jumelée avec :
- Chedzoy (Royaume-Uni) depuis 2003
- Middlezoy (Royaume-Uni) depuis 2003
- Westonzoyland (Royaume-Uni) depuis 2003

## Démographie
L'évolution du nombre d'habitants est connue à travers les recensements de la population effectués dans la commune depuis 1793. Pour les communes de moins de 10 000 habitants, une enquête de recensement portant sur toute la population est réalisée tous les cinq ans, les populations de référence des années intermédiaires étant quant à elles estimées par interpolation ou extrapolation. Pour la commune, le premier recensement exhaustif entrant dans le cadre du nouveau dispositif a été réalisé en 2007.
En 2022, la commune comptait 1 280 habitants, en évolution de +7,2 % par rapport à 2016 (Ille-et-Vilaine : +5,46 %, France hors Mayotte : +2,11 %).
| 1793  | 1800  | 1806  | 1821  | 1831  | 1836  | 1841  | 1846  | 1851  |
| ----- | ----- | ----- | ----- | ----- | ----- | ----- | ----- | ----- |
| 1 168 | 1 119 | 1 226 | 1 281 | 1 200 | 1 256 | 1 204 | 1 291 | 1 380 |

| 1856  | 1861  | 1866  | 1872  | 1876  | 1881  | 1886  | 1891  | 1896  |
| ----- | ----- | ----- | ----- | ----- | ----- | ----- | ----- | ----- |
| 1 420 | 1 497 | 1 525 | 1 503 | 1 592 | 1 591 | 1 539 | 1 558 | 1 538 |

| 1901  | 1906  | 1911  | 1921  | 1926  | 1931  | 1936  | 1946  | 1954  |
| ----- | ----- | ----- | ----- | ----- | ----- | ----- | ----- | ----- |
| 1 413 | 1 618 | 1 236 | 1 098 | 1 073 | 1 088 | 1 106 | 1 110 | 1 063 |

| 1962  | 1968 | 1975 | 1982 | 1990 | 1999 | 2006  | 2007  | 2012  |
| ----- | ---- | ---- | ---- | ---- | ---- | ----- | ----- | ----- |
| 1 023 | 941  | 928  | 835  | 863  | 861  | 1 043 | 1 069 | 1 119 |

| 2017  | 2022  | - | - | - | - | - | - | - |
| ----- | ----- | - | - | - | - | - | - | - |
| 1 216 | 1 280 | - | - | - | - | - | - | - |

## Enseignement
Vieux-Vy dispose de deux classes de maternelle et trois classes de primaire.

## Économie

### La mine de Brais
Une mine de plomb argentifère était exploitée au XIXe siècle sur le lieu-dit Brais. La mine est ouverte en 1879, et est exploitée tout d'abord pour un filon de plomb. de 1880 à 1894, le minerai brut (blende, galène et pyrite) en est extrait. En 1890, la société « Les mines argentifères de la Touche » est créée pour gérer la concession. Elle est dissoute en 1894.
Dans les années 1900, l'exploitation reprend. Cette fois-ci, la société gérante emploie jusqu'à 350 salariés, et produit un tonnage annuel de 12 000 tonnes de plomb argentifère. En 1907, l'activité cesse pour raisons financières.
Troisième épisode industriel pour le site, en 1927, une troisième société entreprend l'exploitation du filon, et construit la cité ouvrière encore existante aujourd'hui. En 1929, la centrale électrique à gaz pauvre, construite en 1903, est démontée pour relier le site au réseau électrique général. Cette même année, l'entreprise fait faillite et l'exploitation est à nouveau stoppée.
Enfin, de 1941 à 1951, la mine est exploitée pour la quatrième fois, sous l'égide de l'occupant allemand, puis par la « compagnie de la Dyr ». En 1956, elle est fermée définitivement, et il faut attendre 2009 pour que le site soit à nouveau fréquenté, mais par les touristes, cette fois-ci.
Durant la guerre, la mine sert tout d'abord à accueillir des réfugiés espagnols en fuite, puis un « camp de jeunesse ». Lorsqu'elle est remise en route pour les besoins des Allemands, qui utiliseront le gisement de pyrite, c'est la « Compagnie des mines de Bretagne » qui l'exploite, et elle est le siège d'un groupe de résistants, intégré au « FTPF », dont fait partie Yvonnick Laurent avant d'être fusillé à la ferme de la « Roche-aux-Merles » le 8 juillet 1944.

### Autres
- Une carrière de granite est toujours en exploitation au nord-est, non loin du site de l'ancienne mine.
- Une autre est en exploitation au sud-ouest.
- Une ligne de bus (Rennes/Antrain) dessert le village, fournie par le réseau « BreizhGo ».

## Lieux et monuments

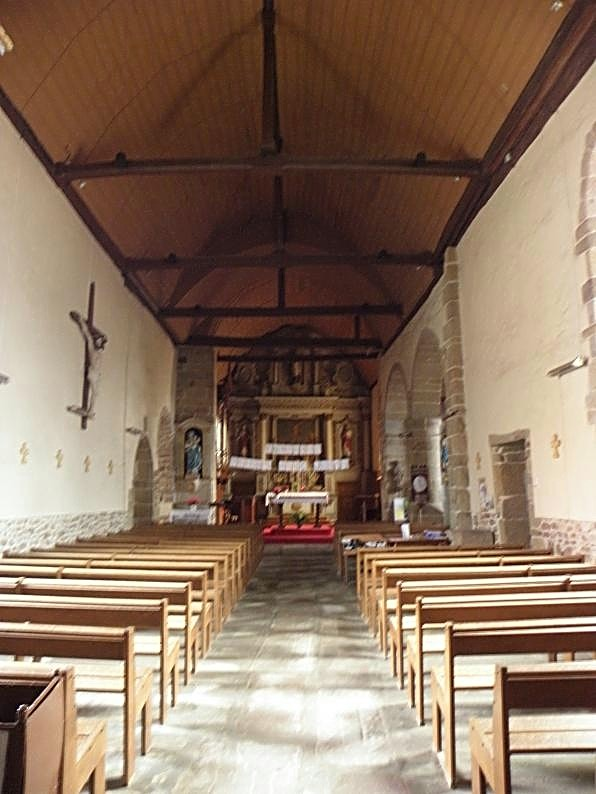
Église Saint-Germain (XIe – XXe siècle). Elle est mentionnée dès le XIe siècle. Elle est en majeure partie reconstruite aux XVe et XVIe siècles, avec adjonction d'un porche et d'une chapelle au sud. Le clocher-porche est construit en 1854. En 1933, la façade nord est renforcée par des contreforts. L'édifice est en forme de croix latine asymétrique à nef unique, précédé d'un clocher-porche et s'achevant par un chevet plat. Il est couvert de charpente[30]. Les parties romanes du XIe siècle  subsistantes sont le mur nord de la nef et l'arcade Est donnant sur le croisillon nord (l'arcade qui lui est accolé à gauche, plus basse, est postérieure).  Légèrement outrepassé, l'arc est bâti en claveaux alternant pierres et briques et retombe sur les piédroits par une imposte biseautée[31].  - Vue depuis le fond de l'église
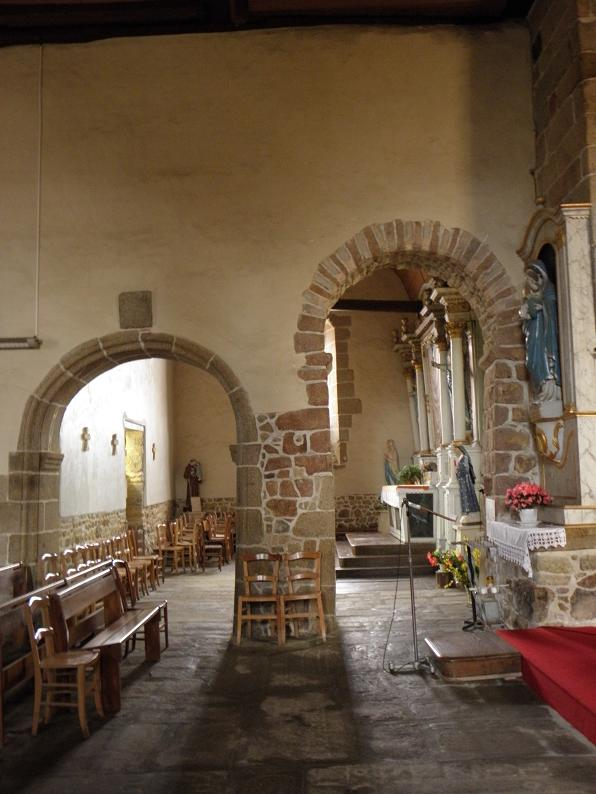
L'arcade romane à droite.
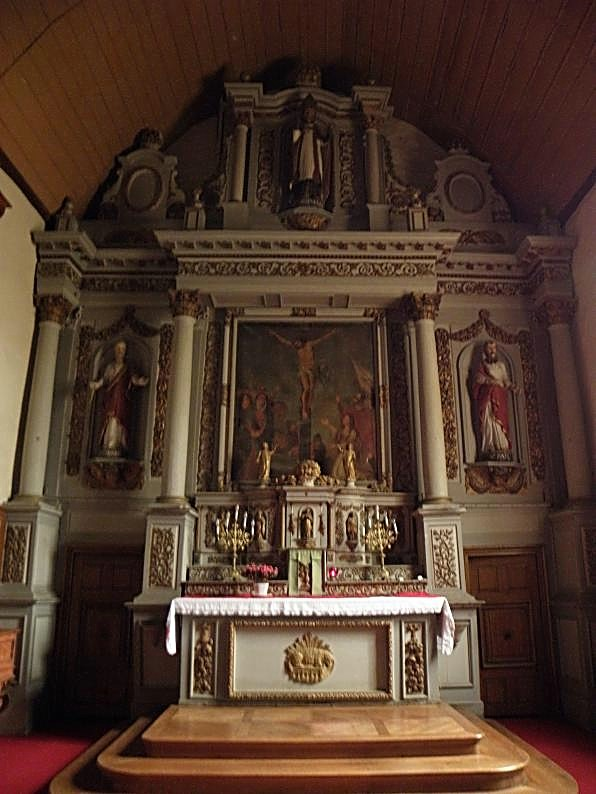
Le maître-autel
  - L'arcade romane à droite.
  - Le maître-autel
- Château du Moulinet, datant du XIXe siècle.
- Grotte de Brais (dédiée à la Vierge Marie).
- Les ruines de la mine de plomb argentifère, sur le site de Brais.
- Sept moulins à eau sur le Couesnon sur le territoire de la commune, principalement des moulins à papier.
- Le mur cyclopéen d'Orange (âge du fer).
- Un sarcophage de granite, mentionné dès 1020 à la porte de l'église, en forme d'auge.

### Le camp romain d'Orange
Le camp romain d'Orange était situé dans la commune de Vieux-Vy-sur-Couesnon, à une hauteur de 60 mètres au-dessus des rivières l'Aleron et le Couesnon. Il a fait place au Moyen-Âge au château des seigneurs d'Orange au XVe siècle. Il ne reste plus de vestiges apparents de ce lieu historique qu'un paysage de grande beauté.

## Personnalités liées à la commune

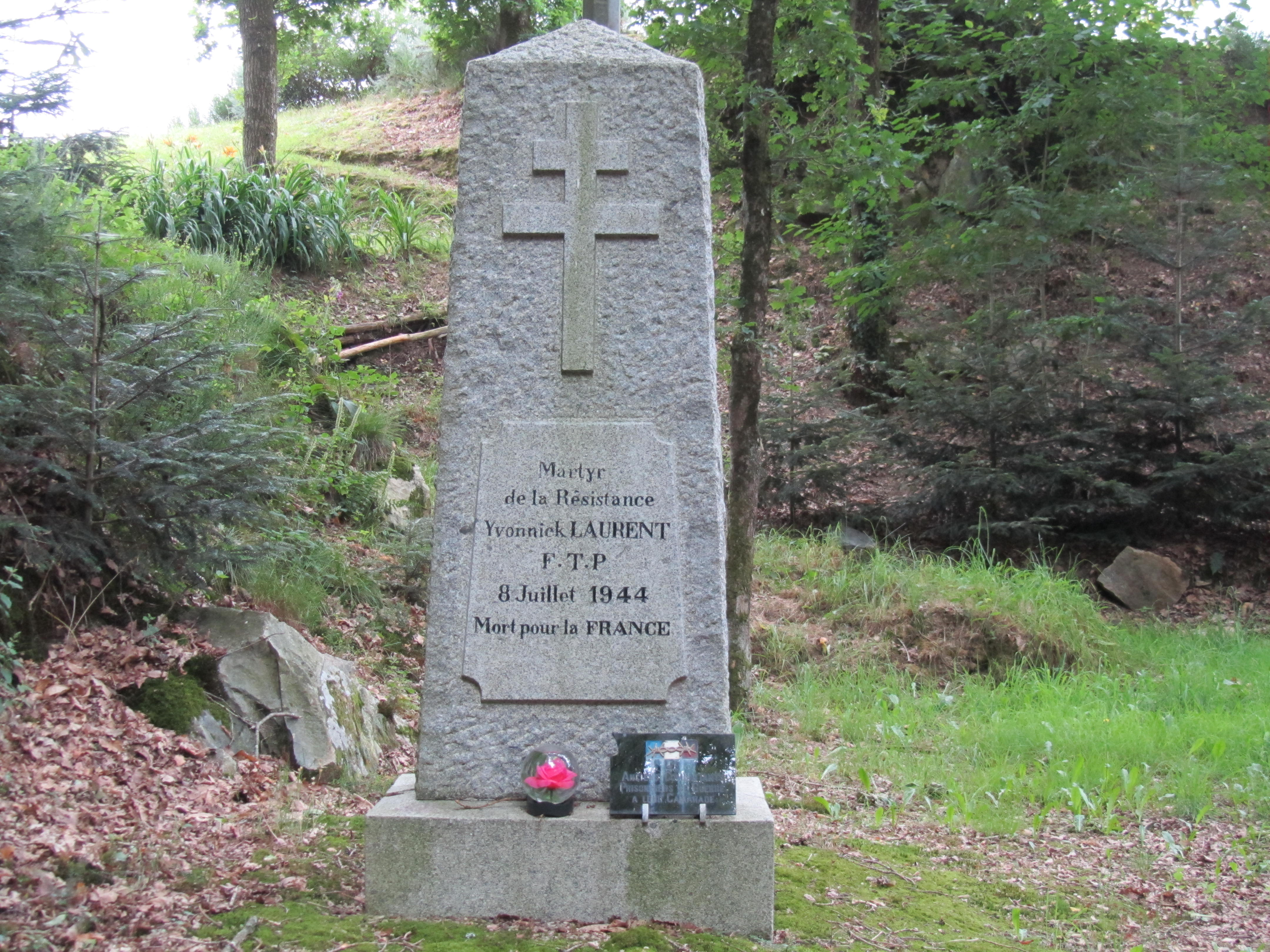
Monument à la mémoire d'Yvonnick Laurent.

- Yvonnick Laurent, résistant martyr pendant la Seconde Guerre mondiale, mort pour la France, le 8 juillet 1944 à l'âge de 21 ans.
- Jean Magloire Dorange (1911-1941), pilote de réserve de l'armée de l'air, (descendant de la Famille Dorange, anciennement propriétaire du site d'Orange à Vieux-Vy-sur-Couesnon), mort pour la France, le 12 avril 1941, fusillé par les Allemands lors d'une tentative de traversée de la Manche pour rejoindre les Forces françaises libres du général de Gaulle en Angleterre.